# Natuurpark Serra Gelada

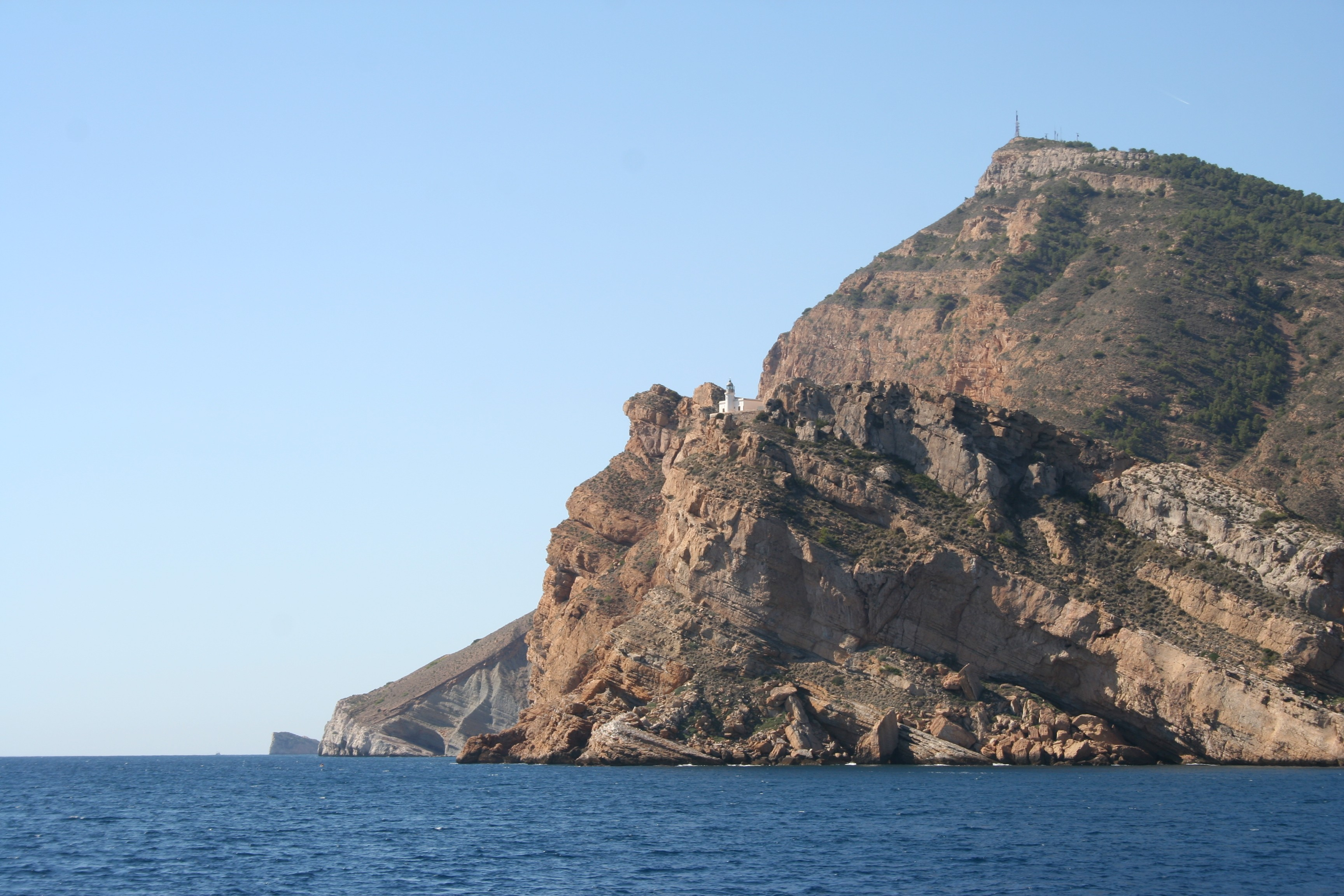

Het Natuurpark Serra Gelada (Valenciaans: Parc Natural de la Serra Gelada/Spaans: Parque natural de la Sierra Helada) is een natuurpark in de regio Valencia in Spanje. Het natuurpark werd opgericht in 2002 en is 17257 hectare groot. Het natuurpark omvat gebergte met bossen en kustlijn.